# Mono ja mas
Mono ja mas (gr. Μόνο Για Μας, Móno gia mas) – utwór cypryjskiego wokalisty Konstandinosa Christoforu napisany przez Andreasa Jorgalisa i Rodulę Papalambrianu, nagrany i wydany w formie minialbumu w 1996 roku.
Utwór reprezentował Cypr podczas 41. Konkursu Piosenki Eurowizji w 1996 roku, wygrywając w marcu finał krajowych eliminacji z wynikiem 162 punktów w głosowaniu jurorskim. W finale konkursu organizowanego 18 maja w Oslo piosenka zajęła ostatecznie 9. miejsce w końcowej klasyfikacji, zdobywając łącznie 72 punkty, w tym maksymalne noty (12 punktów) od lokalnych komisji jurorskich z Grecji i Wielkiej Brytanii. Podczas występu reprezentanta orkiestrą dyrygował Stavros Lantsias.
Oprócz greckojęzycznej wersji singla wokalista nagrał piosenkę w języku angielskim („Shining for Us”), francuskim („Ça sert à ça (d'être ton ange)”), hiszpańskim („Sólo por ti”) i włoskim („Solo per noi”).

## Lista utworów
CD Mini-Album
1. „Μono ja mas”	(Greek Version)
2. „Sólo por ti” (Spanish Version)
3. „Ça sert à ça (d'être ton ange)” (French Version)
4. „Shining for Us” (English Version)
5. „Solo per noi” (Italian Version)
6. „Jati na me niazi”
7. „Chroma mawro”